# Campeonato Europeo de Tiro en 10 m de 2016
El XLVI Campeonato Europeo de Tiro en 10 m se celebró en Győr (Hungría) entre el 22 y el 28 de febrero de 2016 bajo la organización de la Confederación Europea de Tiro (ESC) y la Federación Húngara de Tiro Deportivo.
Las competiciones se realizaron en la Audi Aréna de la ciudad húngara. 

## Resultados

### Masculino
| Evento                            | Oro                              | Plata                                 | Bronce                             |
| --------------------------------- | -------------------------------- | ------------------------------------- | ---------------------------------- |
| Rifle de aire 10 m (27.02)        | Serguei Kamenski · Rusia · 207,2 | Illia Charheika · Bielorrusia · 206,4 | Petar Gorša · Croacia · 180,1      |
| Rifle de aire 10 m (equipos)      | Rusia · 1875,7                   | Bielorrusia · 1872,9                  | Austria · 1871,2                   |
| Pistola de aire 10 m (26.02)      | Yusuf Dikeç Turquía 198,5        | Pablo Carrera · España · 197,6        | Pavlo Korostylov · Ucrania · 178,4 |
| Pistola de aire 10 m (equipos)    | Rusia · 1735                     | Ucrania · 1724                        | Serbia 1724                        |
| Blanco móvil 10 m (26.02)         | Dmitri Romanov · Rusia ·         | Łukasz Czapla · Polonia ·             | Jesper Nyberg · Suecia ·           |
| Blanco móvil 10 m (equipos)       | Rusia · 1727                     | Hungría · 1712                        | República Checa · 1702             |
| Blanco móvil mixto 10 m (25.02)   | Maxim Stepanov · Rusia · 385     | József Sike · Hungría · 383           | Krister Holmberg · Finlandia · 380 |
| Blanco móvil mixto 10 m (equipos) | Rusia · 1141                     | Finlandia · 1128                      | Hungría · 1112                     |

### Femenino
| Evento                            | Oro                               | Plata                              | Bronce                               |
| --------------------------------- | --------------------------------- | ---------------------------------- | ------------------------------------ |
| Rifle de aire 10 m (26.02)        | Andrea Arsović Serbia 207,7       | Malin Westerheim · Noruega · 206,6 | Petra Lustenberger · Suiza · 185,5   |
| Rifle de aire 10 m (equipos)      | Hungría · 1247                    | Rusia · 1244                       | Alemania · 1242                      |
| Pistola de aire 10 m (27.02)      | Olena Kostevych · Ucrania · 200,9 | Antoaneta Boneva Bulgaria 199,0    | Zorana Arunović Serbia 177,8         |
| Pistola de aire 10 m (equipos)    | Rusia · 1136                      | Serbia 1135                        | Hungría · 1134                       |
| Blanco móvil 10 m (26.02)         | Viktoriya Rybovalova · Ucrania ·  | Halina Avramenko · Ucrania ·       | Olga Stepanova · Rusia ·             |
| Blanco móvil 10 m (equipos)       | Ucrania · 1118                    | Rusia · 1091                       | Alemania · 1074                      |
| Blanco móvil mixto 10 m (25.02)   | Olga Stepanova · Rusia · 386      | Halina Avramenko · Ucrania · 379   | Viktoriya Rybovalova · Ucrania · 377 |
| Blanco móvil mixto 10 m (equipos) | Ucrania · 1121                    | Rusia · 1107                       | Alemania · 1065                      |

### Mixto
| Evento                 | Oro                                      | Plata                                        | Bronce                                               |
| ---------------------- | ---------------------------------------- | -------------------------------------------- | ---------------------------------------------------- |
| Pistola AIR 50 (27.02) | Serbia Zorana Arunović Damir Mikec       | Ucrania · Olena Kostevych · Oleh Omelchuk    | República Checa · Jindřich Dubový · Silvie Získalová |
| Rifle AIR 50 (27.02)   | Serbia Andrea Arsović Milutin Stefanović | Rusia · Daria Vdovina · Vladimir Maslennikov | Croacia · Snježana Pejčić · Petar Gorša              |

## Medallero
| Núm. | País            | Oro | Plata | Bronce | Total |
| ---- | --------------- | --- | ----- | ------ | ----- |
| 1    | Rusia           | 9   | 4     | 1      | 14    |
| 2    | Ucrania         | 4   | 4     | 2      | 10    |
| 3    | Serbia          | 3   | 1     | 2      | 6     |
| 4    | Hungría         | 1   | 2     | 2      | 5     |
| 5    | Turquía         | 1   | 0     | 0      | 1     |
| 6    | Bielorrusia     | 0   | 2     | 0      | 2     |
| 7    | Finlandia       | 0   | 1     | 1      | 2     |
| 8    | Bulgaria        | 0   | 1     | 0      | 1     |
| 8    | España          | 0   | 1     | 0      | 1     |
| 8    | Noruega         | 0   | 1     | 0      | 1     |
| 8    | Polonia         | 0   | 1     | 0      | 1     |
| 12   | Alemania        | 0   | 0     | 3      | 3     |
| 13   | Croacia         | 0   | 0     | 2      | 2     |
| 13   | República Checa | 0   | 0     | 2      | 2     |
| 15   | Austria         | 0   | 0     | 1      | 1     |
| 15   | Suecia          | 0   | 0     | 1      | 1     |
| 15   | Suiza           | 0   | 0     | 1      | 1     |
|      | TOTAL           | 18  | 18    | 18     | 54    |